# Puerto de Sagunto
Puerto de Sagunto o El Puerto (en valenciano, Port de Sagunt) es un núcleo de población perteneciente al municipio de Sagunto (Comunidad Valenciana, España), con 44 428 habitantes (2019). Está ubicado en la desembocadura del río Palancia y al norte de la provincia de Valencia. Pertenece a la segunda corona del área metropolitana de Valencia.

## Geografía

### Localización
El Puerto de Sagunto es un núcleo de población dentro del municipio de Sagunto situado al sur de Almenara y de Canet de Berenguer, al este del núcleo de población de Sagunto-Ciudad, al oeste del mar Mediterráneo, y al norte de Puzol. Se encuentra unos 25 km al norte de Valencia. Según el censo de 2019 del padrón local, cuenta con 44 428 habitantes. Es el núcleo de población más grande de la comarca del Camp de Morvedre.
El Puerto de Sagunto está localizado en la comarca del Campo de Murviedro, entre los 39º 40’ de latitud Norte y los 0º 14’ de longitud Oeste del meridiano de Greenwich, en el Mediterráneo occidental.
El Campo de Murviedro es una comarca de una gran diversidad física, diversidad que incluye las montañas que sirven de frontera natural con las comarcas de la Plana Baja al norte, Alto Palancia y Campo de Turia al interior y la Huerta Norte al sur. Entre estos límites orográficos se extiende un valle, por el cual discurre el río Palancia, en cuya desembocadura se localiza el Puerto de Sagunto, en un litoral rodeado de marjales.

## Transporte

### Autobús urbano
Desde hace muchos años la ciudad cuenta con un servicio urbano que une los dos núcleos más grandes Sagunto y Puerto de Sagunto, incluso teniendo alguna expedición a Canet de Berenguer. Autos Vallduxense SL (AVSA), bajo la marca comercial SUV (Servei Urbà de Viatgers), actualmente ofrece los siguientes trayectos:
- Línea D: Sagunt - Estación de RENFE - Puerto Sagunto.
- Línea C1: Playas - Hospital - Internúcleos - Puerto de Sagunto - Sagunto.
- Línea C2: Playas - Puerto de Sagunto - Internúcleos - Sagunto - Hospital.
- L335: Bus Nit.

Al ser estas líneas parte de AVSA, están incluidas dentro de la zona B de la Autoridad de Transporte Metropolitano de Valencia.

### Autobús interurbano
Las líneas de autobús que pasan por Puerto de Sagunto son gestionadas por la empresa Autos Vallduxense (AVSA) bajo la marca comercial de MetroBús (autobuses amarillos), de la Generalidad Valenciana. Las líneas de autobús que pertenecen a MetroBús están incluidas en las zonas A y B de la Autoridad de Transporte Metropolitano de Valencia (ATMV).
| Línea | Recorrido                                                                                             |
| ----- | --- |
| 111   | Valencia - Almácera - Puerto de Sagunto                                                               |
| 114A  | Valencia - Sagunto - Puerto de Sagunto                                                                |
| 114B  | Valencia - Masamagrel - Rafelbuñol - Puzol - Sagunto - Puerto de Sagunto                              |
| 115   | Valencia - Puerto de Sagunto                                                                          |
| 116A  | Valencia - Sagunto - Puerto de Sagunto - Canet de Berenguer                                           |
| 116B  | Valencia - Sagunto - Puerto de Sagunto - Canet de Berenguer - Playa Canet                             |
| 116C  | Valencia - Puerto de Sagunto - Canet de Berenguer                                                     |
| 116D  | Valencia - Puerto de Sagunto - Canet de Berenguer - Playa Canet                                       |
| 116E  | Valencia - Sagunto - Puerto de Sagunto - Canet de Berenguer - Playa Canet - Playa Almardá (en verano) |
| 118N  | Nocturno Valencia - Sagunto                                                                           |

## Fiestas
Las fiestas patronales del Puerto de Sagunto están dedicadas a Nuestra Señora de Begoña. Se celebran durante la primera quincena de agosto y destacan competiciones deportivas, actuaciones musicales, la tradicional Xopà, exposiciones artísticas, castillos de fuegos artificiales, y las cucañas marítimas, en las que se realizan tres actividades tradicionales: la travesía a nado en el puerto, coger la bandera en el palo engrasado y la suelta de patos de goma y pelotas canjeables por premios.

## Galería

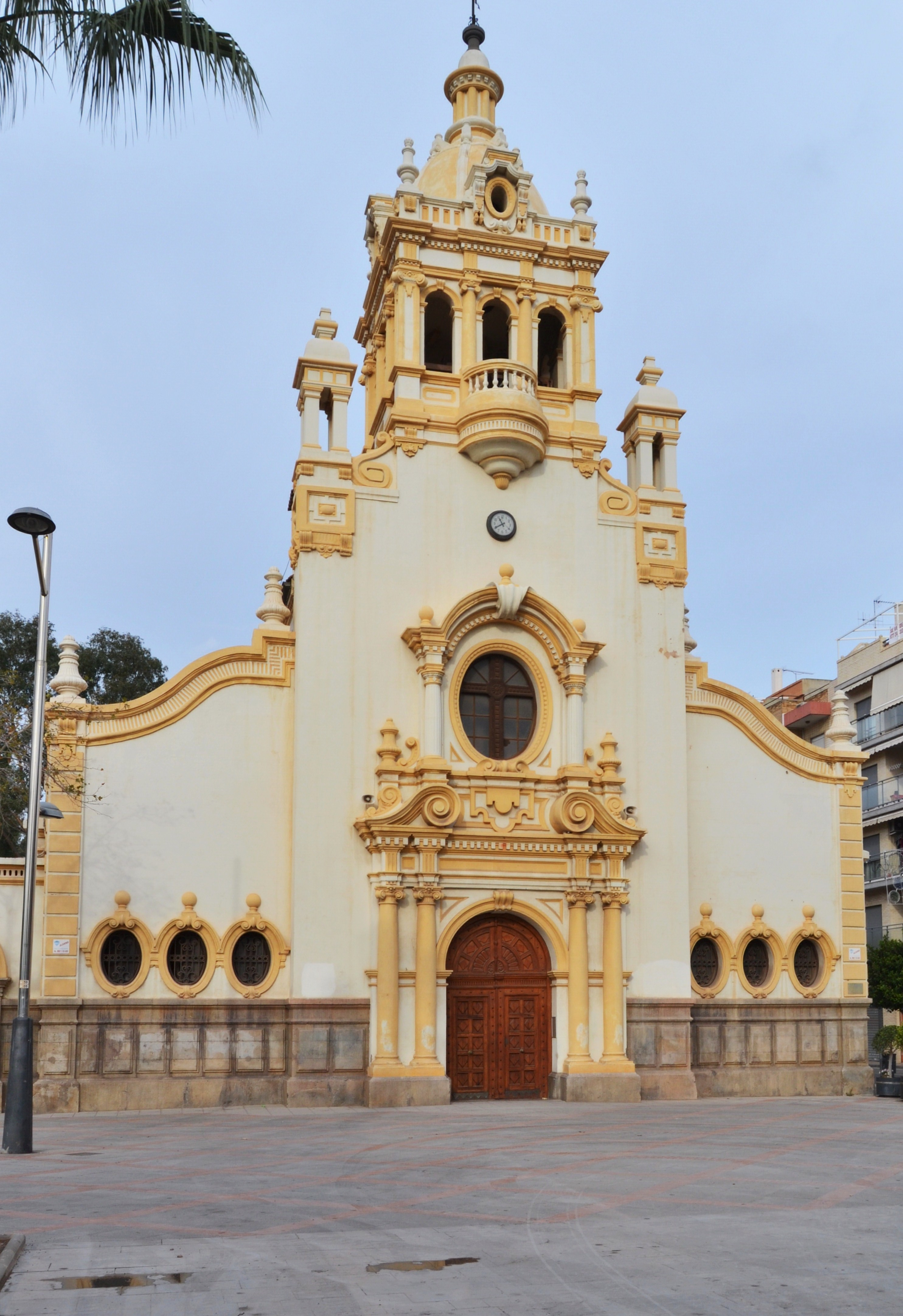
Iglesia de la Virgen de Begoña
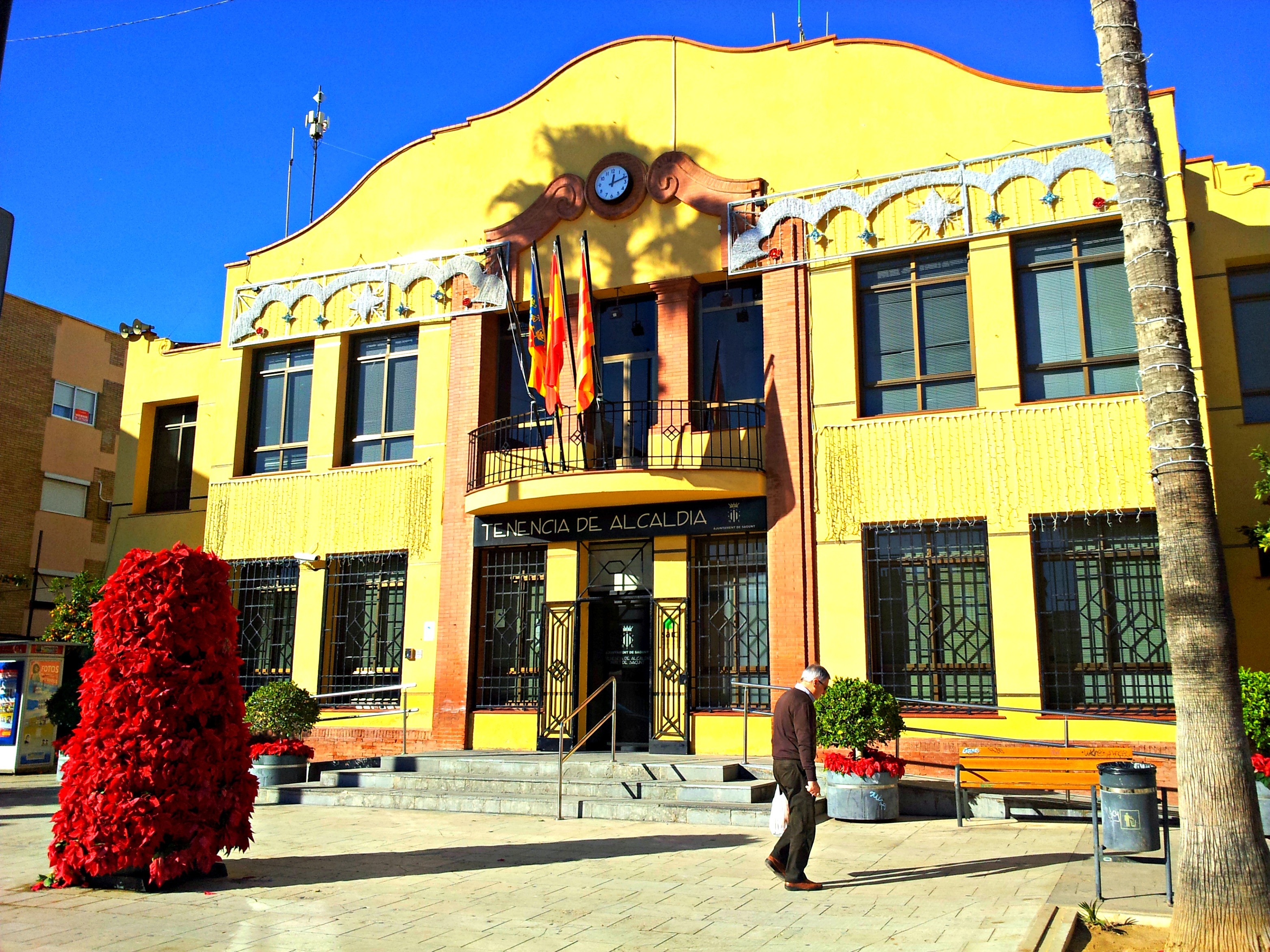
Tenencia de Alcaldía
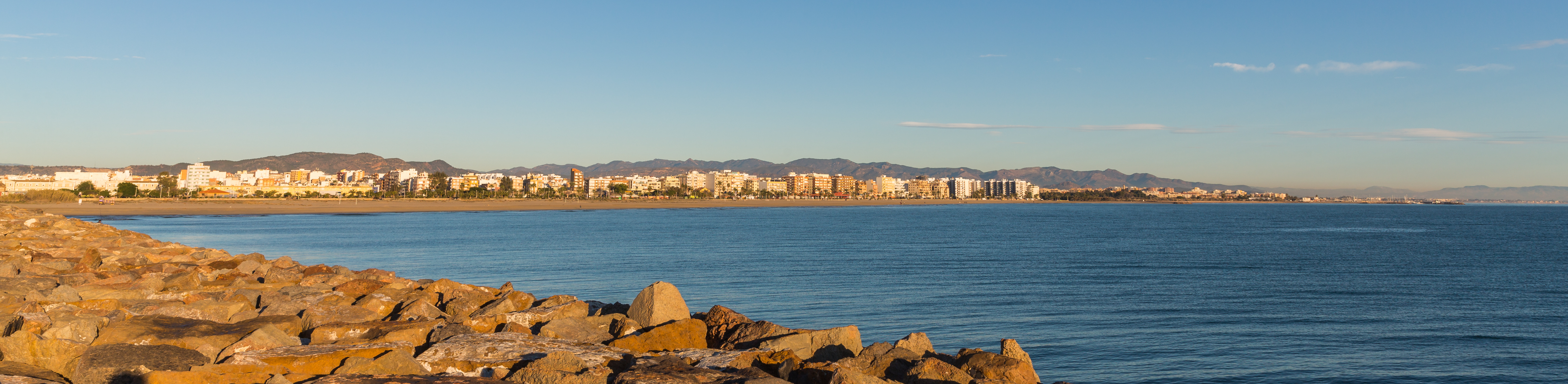
Playa del Puerto de Sagunto
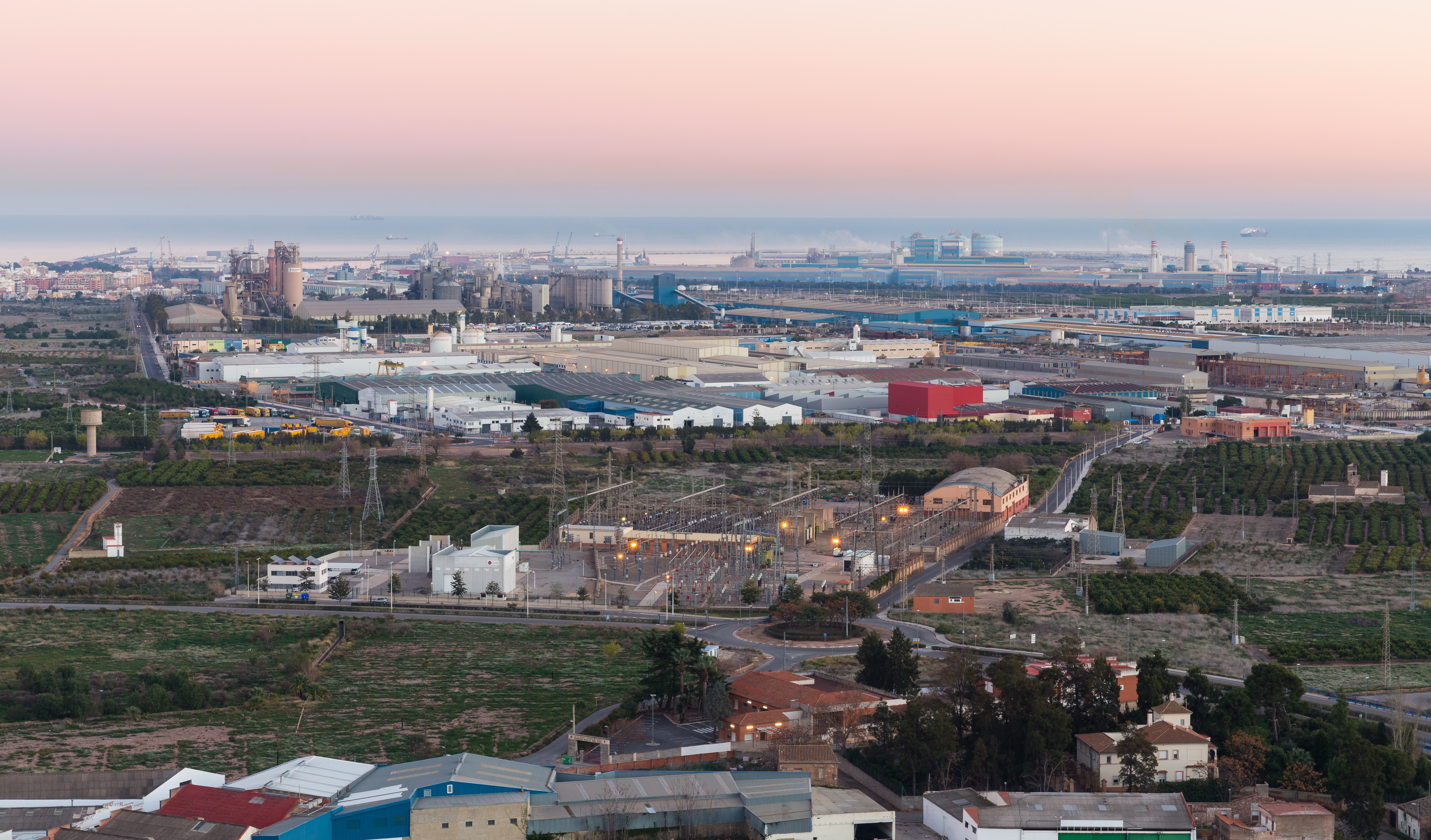
Vista de Puerto de Sagunto desde el castillo.
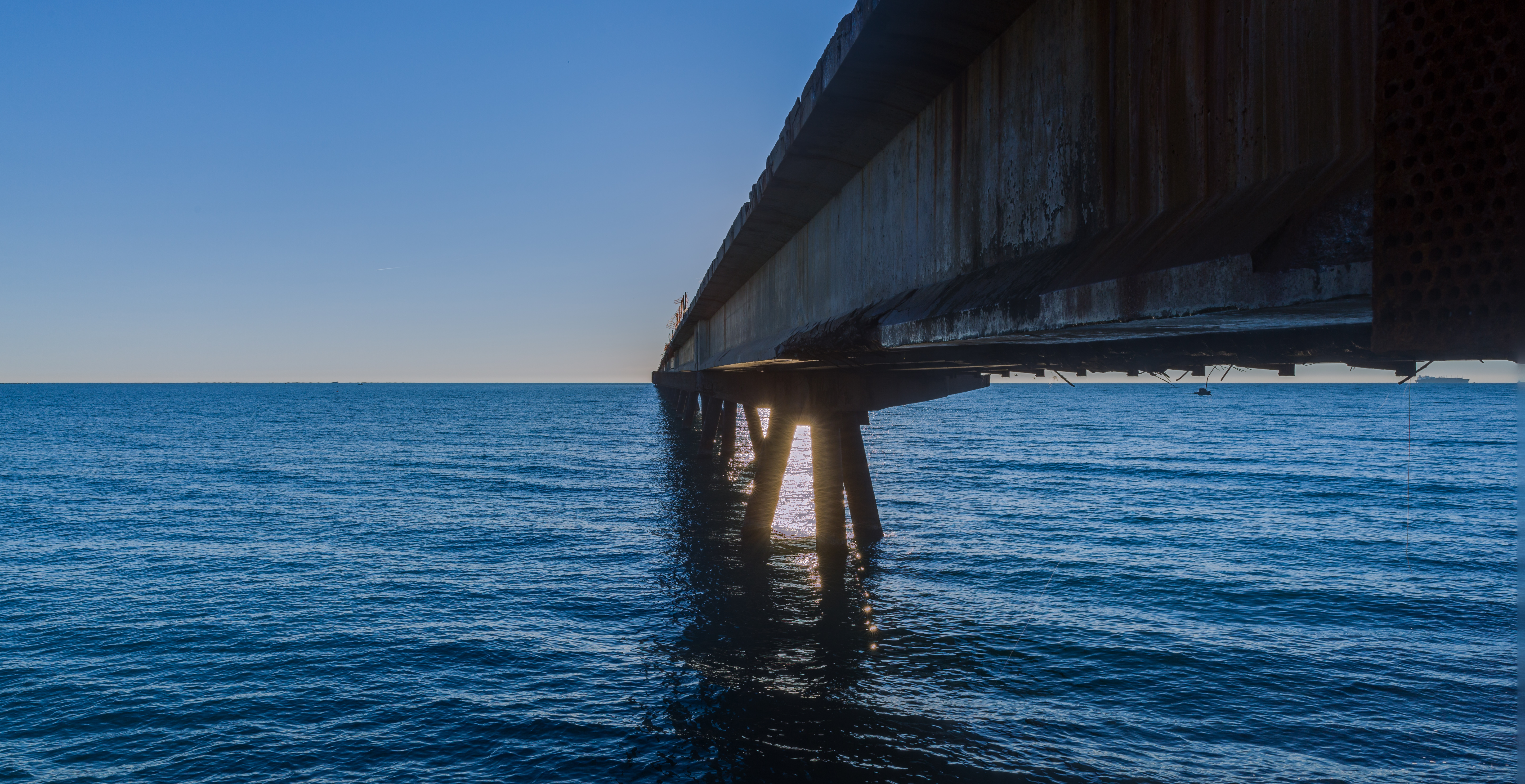
Pantalán del puerto.
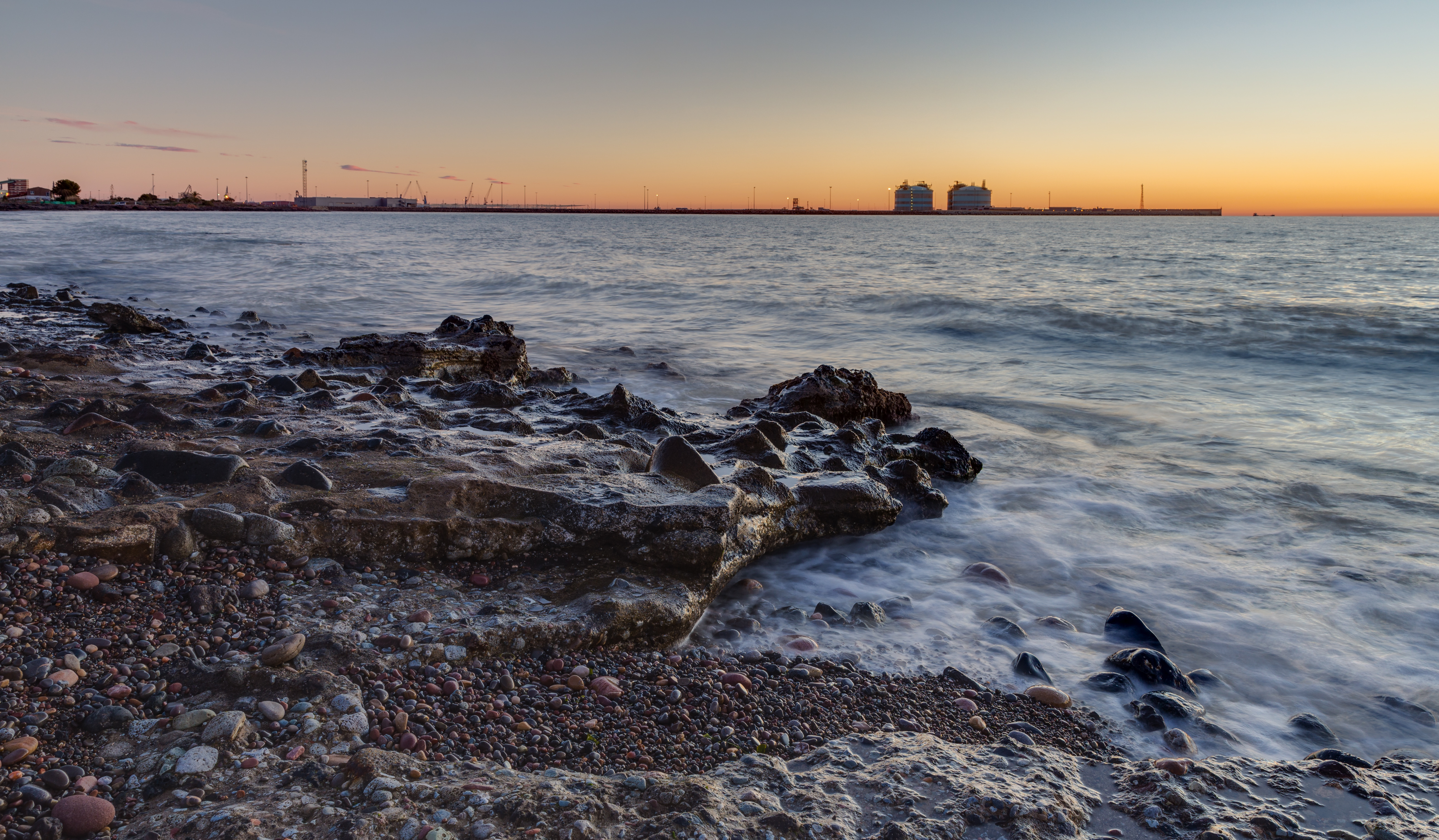
Puerto de Sagunto desde Grao Viejo
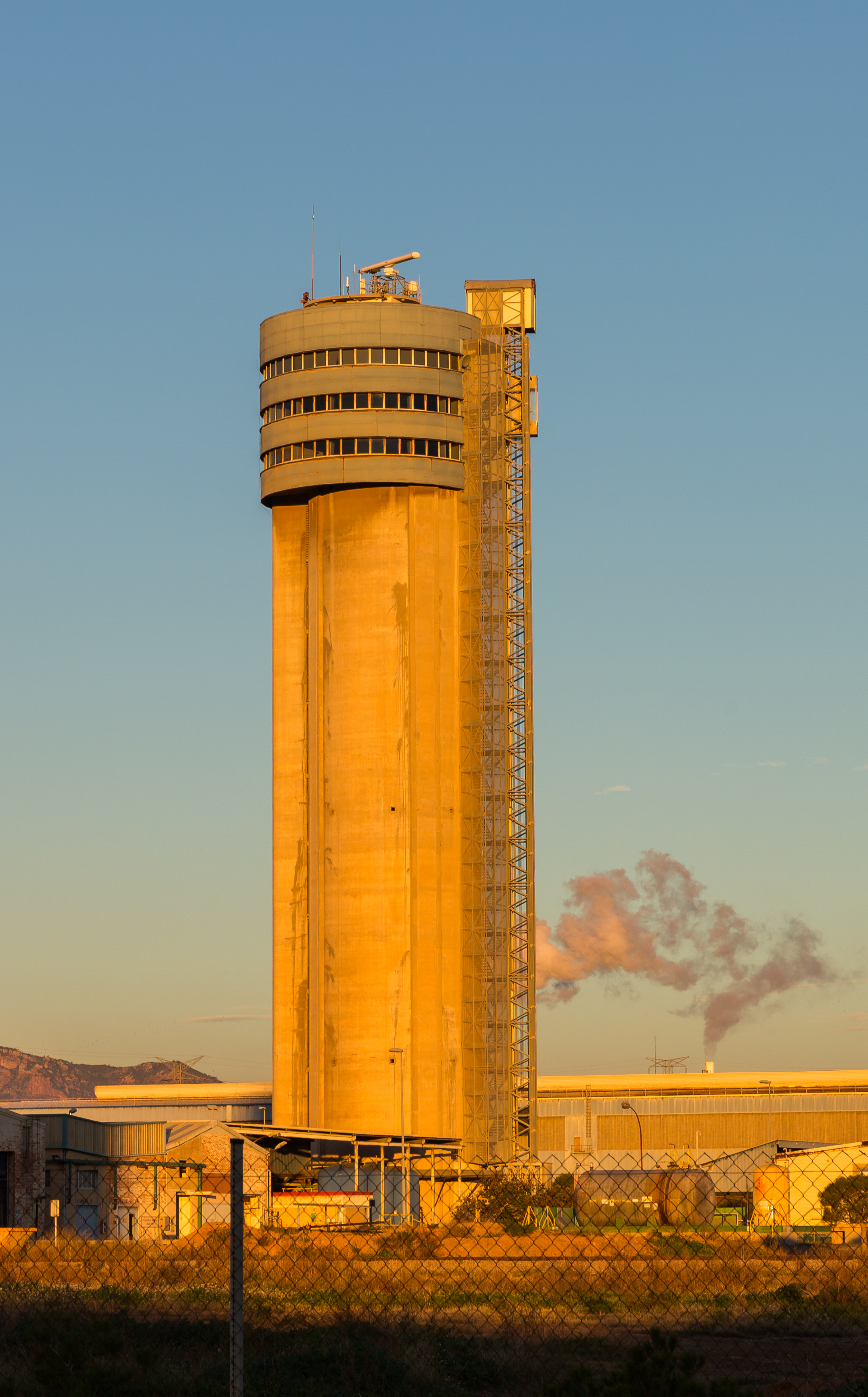
Torre de la estación depuradora, edificio destaca sobre el puerto.